# Bergeranthus vespertinus
Bergeranthus vespertinus är en isörtsväxtart som först beskrevs av Ernst Friedrich Berger, och fick sitt nu gällande namn av Schwant. Bergeranthus vespertinus ingår i släktet Bergeranthus och familjen isörtsväxter. Inga underarter finns listade i Catalogue of Life.

## Bildgalleri

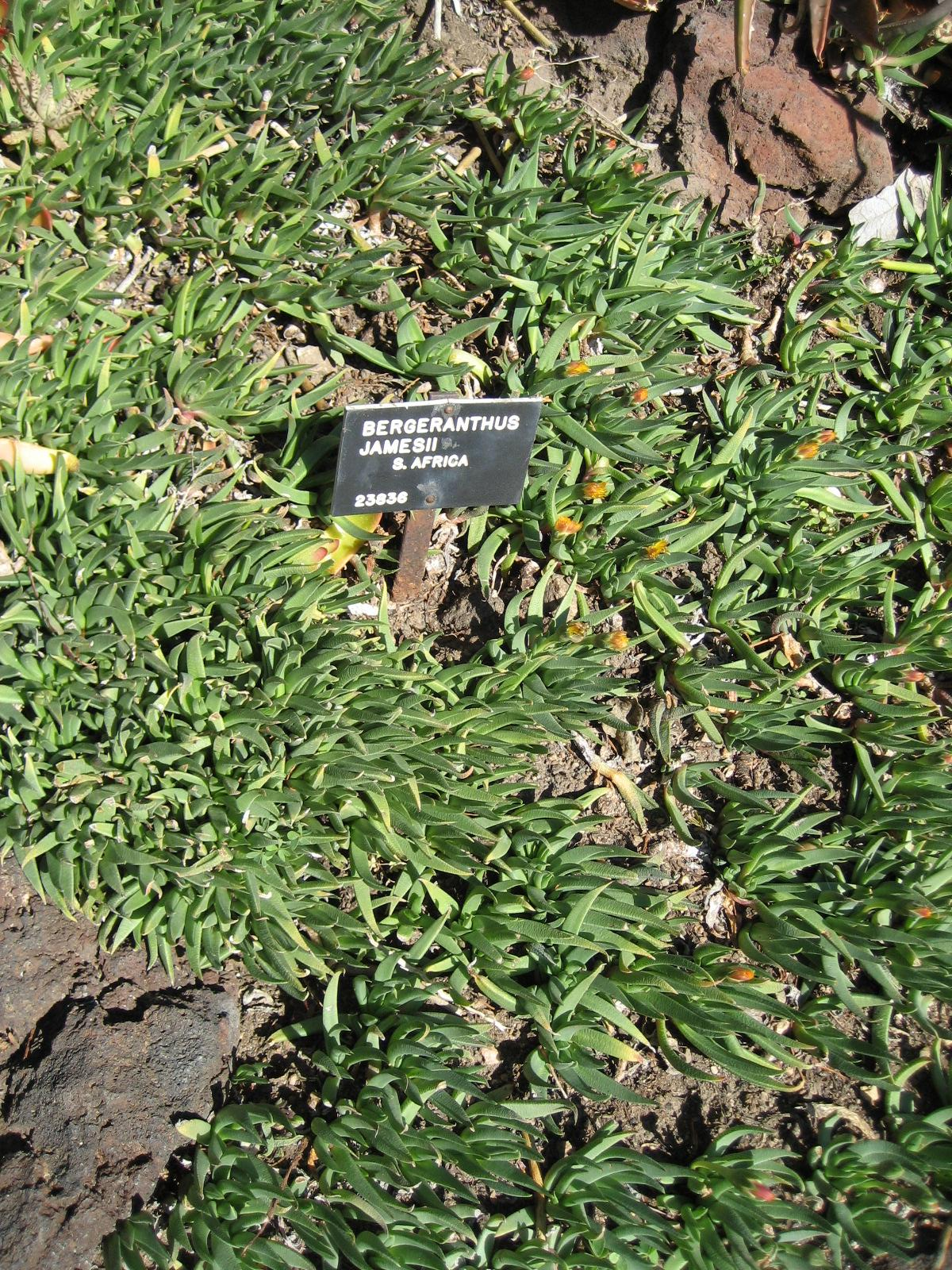